# الحكومة السورية (يونيو 1933)
الحكومة السورية المشكلة في 3 يونيو 1933، هي الحكومة السابعة عشر في تاريخ سوريا الحديث، والثانية في عهد الجمهورية السورية الأولى، والثانية في عهد محمد علي العابد، كما أنها ثالث حكومة يرأسها حقي العظم. شكل المعتدلين جميع أعضائها، وغابت عنها الكتلة الوطنية، بعد مظاهراتها التي أدت إلى الإطاحة بالحكومة السابقة. عرف عن هذه الحكومة النشاط الإداري، والتخفيف من الخطوات البيروقراطية، إلى جانب ضغط النفقات العامة. تمكنت الحكومة، نتيجة التفاوض مع فرنسا، إسقاط أغلب الدين العام السوري المتوارث من أيام الدولة العثمانية، فبعد أن كان 70 مليون ليرة تركية، غدا 24 مليون ليرة فقط. أبرمت الحكومة مشروع اتفاق «التعاون والصداقة» مع فرنسا، غير أن رفضها من قبل مجلس النواب «لإجحافها بحقوق السوريين» قد دفع لتوتر العلاقة بينها وين المجلس، ثم حل المجلس من قبل المفوض الفرنسي قبل استقالتها في 17 مايو 1934.

## تشكيلة الحكومة
| الوزير          | الوزارة                     |
| --------------- | --------------------------- |
| حقي العظم       | رئيس الوزراء، وزير الداخلية |
| سليمان الجوخدار | وزير العدلية                |
| شاكر الشعباني   | وزير المالية                |
| سليم جمبرت      | وزير المعارف                |
| محمد أطه لي     | وزير الزراعة                |